# Château d'Hellenvilliers
Le château d'Hellenvilliers est une situé à Grandvilliers, en France.

## Localisation
Le château d'Hellenvilliers (commune en titre jusqu'en 1995) est situé à 3,5 km à l'est de l'église Saint-Martin sur l'ancienne commune de Grandvilliers, dans le département français de l'Eure.

## Description

### Description du château
Visites : la propriété est ouverte au public.

### Protection
Les façades et toitures du château proprement dit, des communs et de la chapelle, ainsi que la grande avenue bordée d'arbres donnant accès à la cour d'honneur et le parc sont inscrits au titre des monuments historiques par arrêté du 22 décembre 1952.

## Historique

### Histoire
Le château est construit par René de Mainnemares et Renée Le Veneur. L'aile gauche devait être achevé lors de la visite en 1590 d'Henri IV, peu avant la bataille d'Ivry. L'aile en retour d'équerre fut bâti par Gabriel de Clinchamp. L'aile droite fut ajouter, à partir d'un grand pavillon d'angle, vers 1700 par le comte d'Erard.
La chapelle bâtie au XVe siècle fut restaurée après son incendie qui la ravagea en 1792.

### Liste des propriétaires

#### Famille de Mainemares
- Guillaume de Mainemares (1435 - 1504), marié à Jeanne de Hellenvilliers (1440 - 1505), dame d'Hellenvilliers. Il obtient la terre d'Hellenvilliers par son mariage.
- Olivier de Mainemares (1464 - 1510), fils du précédent.
- René de Mainemares (1495 - ?), fils du précédent.
- René de Mainemares, fils du précédent. Il fait bâtir le château d'Hellenvilliers.
- Marie-Gabrielle de Mainemares, fille du précédent, mariée à Nicolas de Clinchamp, seigneur de Launay. Il obtient le château d'Hellenvilliers par son mariage.

#### Famille de Clinchamp
- Gabriel de Clinchamp, fils des précédents.
- François de Clinchamp, neveu du précédent.

#### Famille d'Érard
- Louis-Jérôme d'Érard (1666 - 1709), seigneur de Ray. Il achète le château d'Hellenvilliers en 1690.
- Augustin d'Érard (1694 - ?), seigneur de Ray, fils du précédent.
- Augustin d'Érard (1722 - ?), seigneur de Ray, fils du précédent.
- Armand d'Érard (1747 - 1817), marquis d'Hellenvilliers, fils du précédent.
- Alexandre d'Érard (1770 - 1842), marquis d'Hellenvilliers, fils du précédent.
- Armand d'Érard (1808 - 1876), marquis d'Hellenvilliers, fils du précédent.
- Marie-Caroline d'Érard (1840 - 1922), comtesse d'Assay, fille du précédent, mariée à Henri d'Estutt d'Assay (1833 - 1925), comte d'Assay. Il obtient le château d'Hellenvilliers par son mariage.

#### Famille d'Estutt d'Assay
- Henri d'Estutt d'Assay (1864 - 1945), comte d'Assay, fils des précédents.
- Pierre d'Estutt d'Assay (1907 - 1997), comte d'Assay, fils du précédent.
- Yolande d'Estutt d'Assay (1951 -), fille du précédent, mariée à Pierre-Henri de La Porte du Theil (1947 -). Ils sont les actuels propriétaires du château.